# Telosma accedens
Telosma accedens är en oleanderväxtart som först beskrevs av Carl Ludwig von Blume, och fick sitt nu gällande namn av Cornelis Andries Backer. Telosma accedens ingår i släktet Telosma och familjen oleanderväxter. Inga underarter finns listade i Catalogue of Life.